# Freixiosa
Freixiosa é uma povoação portuguesa sede da Freguesia de Freixiosa do Município de Mangualde, freguesia com 7,16 km² de área e 234 habitantes (censo de 2021), tendo, por isso, uma densidade populacional de 32,7 hab./km².

## Demografia
A população registada nos censos foi:
| Ano  | 0-14 Anos | 15-24 Anos | 25-64 Anos | > 65 Anos |
| 2001 | 28        | 23         | 107        | 122       |
| 2011 | 33        | 11         | 97         | 116       |
| 2021 | 18        | 26         | 85         | 105       |

## Património
- Igreja Matriz de Freixiosa;
- Capela de São Marcos.